# Rissne

Rissne är en stadsdel i västra delen av Sundbybergs kommun. Den gränsar i norr till Stora Ursvik, i öster till Hallonbergen, i sydöst till Duvbo, i söder och sydväst till Bromsten, den sistnämnda inom Västerort i Stockholms kommun och hade cirka 8 600 invånare vid slutet av år 2019. Området tillhörde dåvarande Spånga landskommun fram till dess upplösning 1949, då det tillsammans med bland annat Duvbo överfördes till Sundbybergs stad .
Namnet kommer av Risö, vilket var platsens namn under vikingatiden. Här hade tidigare Svea artilleriregemente (A 1) sin förläggning fram till 1963, därefter fanns Tygförvaltningsskolan (TygS) i området fram till 1977. År 1982 till 1988 bebyggdes området med flerfamiljshus. Gatunamnen i området anspelar dels på platsens militära historia (Lavettvägen, Kavallerivägen, Pjäsbacken, Artillerivägen, Dragonplan och Skvadronsbacken), dels på de många lämningar (bland annat gravar) som finns i Rissne (Mjölnerbacken, Odalvägen, Valkyriavägen).

## Historia
Området beboddes redan under medeltiden. Det var då landsbygd bestående av Rissne gård, torp, skog och åkermark. Gården omtalades i tidiga medeltida dokument. 

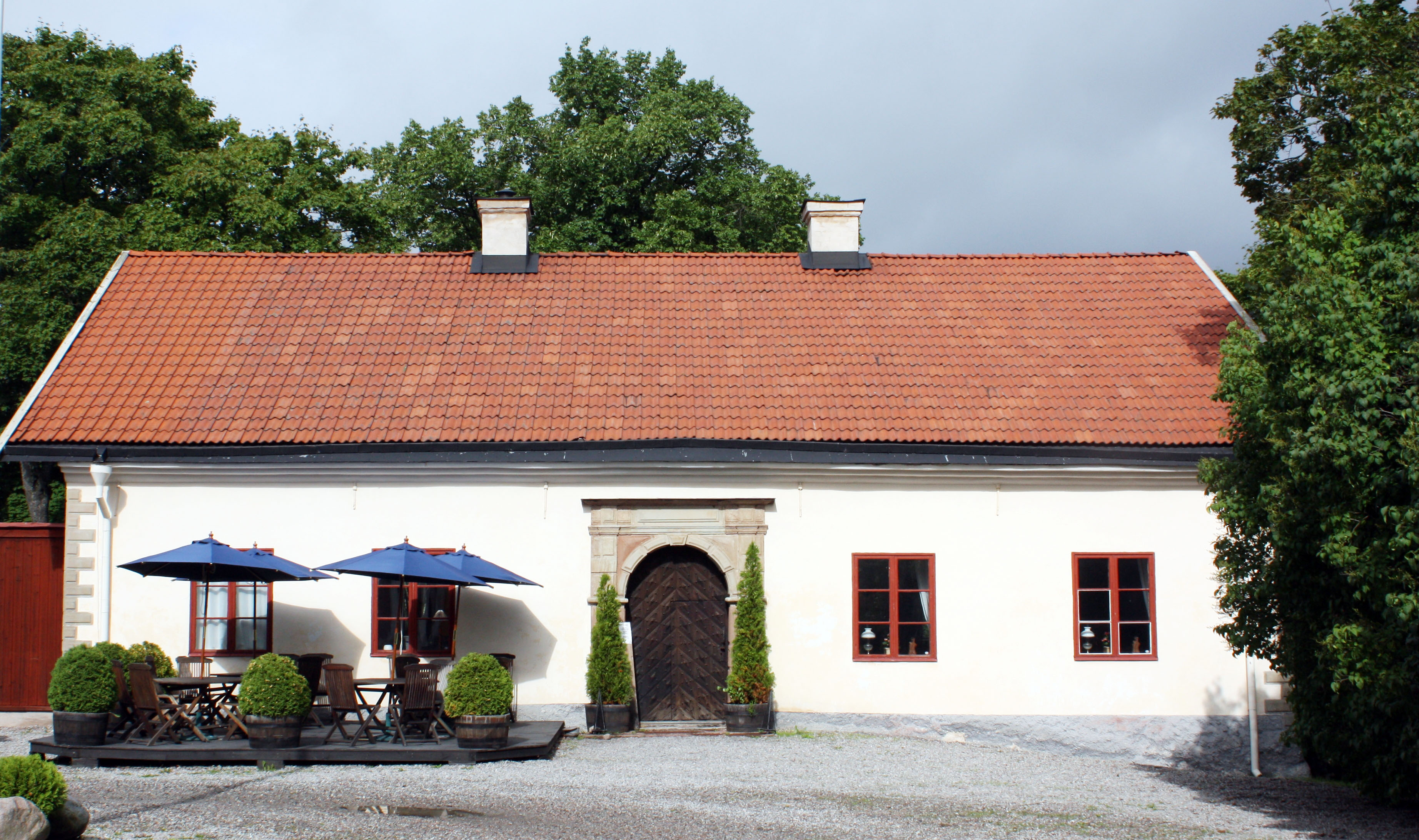
Rissne gård

År 1640 förvärvades Rissne gård av Reinhold Goevert Leuhusen, sekreterare vid amiralitetskollegiet. Under 1660-talet avritades gården av Erik Dahlbergh. Enligt Dahlberghs skiss omfattade mangården fyra våningar. Huset hade trappstegsgavlar. Gården omfattades av Karl XI:s reduktion och blev kronogods 1692. Rissne gård användes fram till 1811 till militära ändamål. På grund av röta revs då de två översta våningarna under ledning av arrendatorn Karl Edmund Bennet. Sedan 1983 skyddas gården som byggnadsminne av Sundbybergs kommun. 1992 restaurerades huset invändigt medan fasaden putsades 1997.
Gravkullar i området har varit föremål för arkeologiska utgrävningar. Högarnas storlek och gravgåvornas art, tyder på att människor av överklass bodde i området. Fynd av duvhök antyder detta, då endast överklassen dresserade och använde fågel (falkenering) vid jakt. Kymlingestenen (älvkvarnsten) som fanns att beskåda på västra sidan av Rissne torg omkring 1991-2010, har under forntiden i Kymlinge fungerat som offersten.

## Bostadsområdet

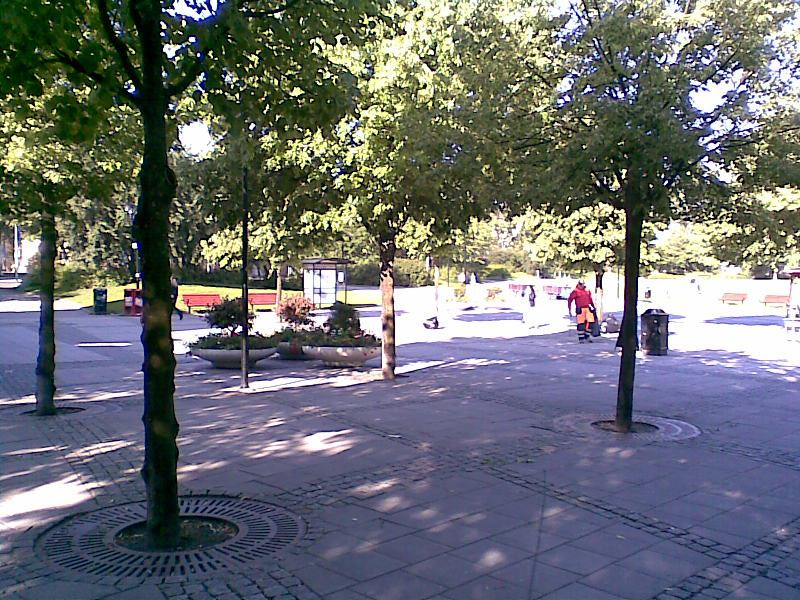
Rissne torg

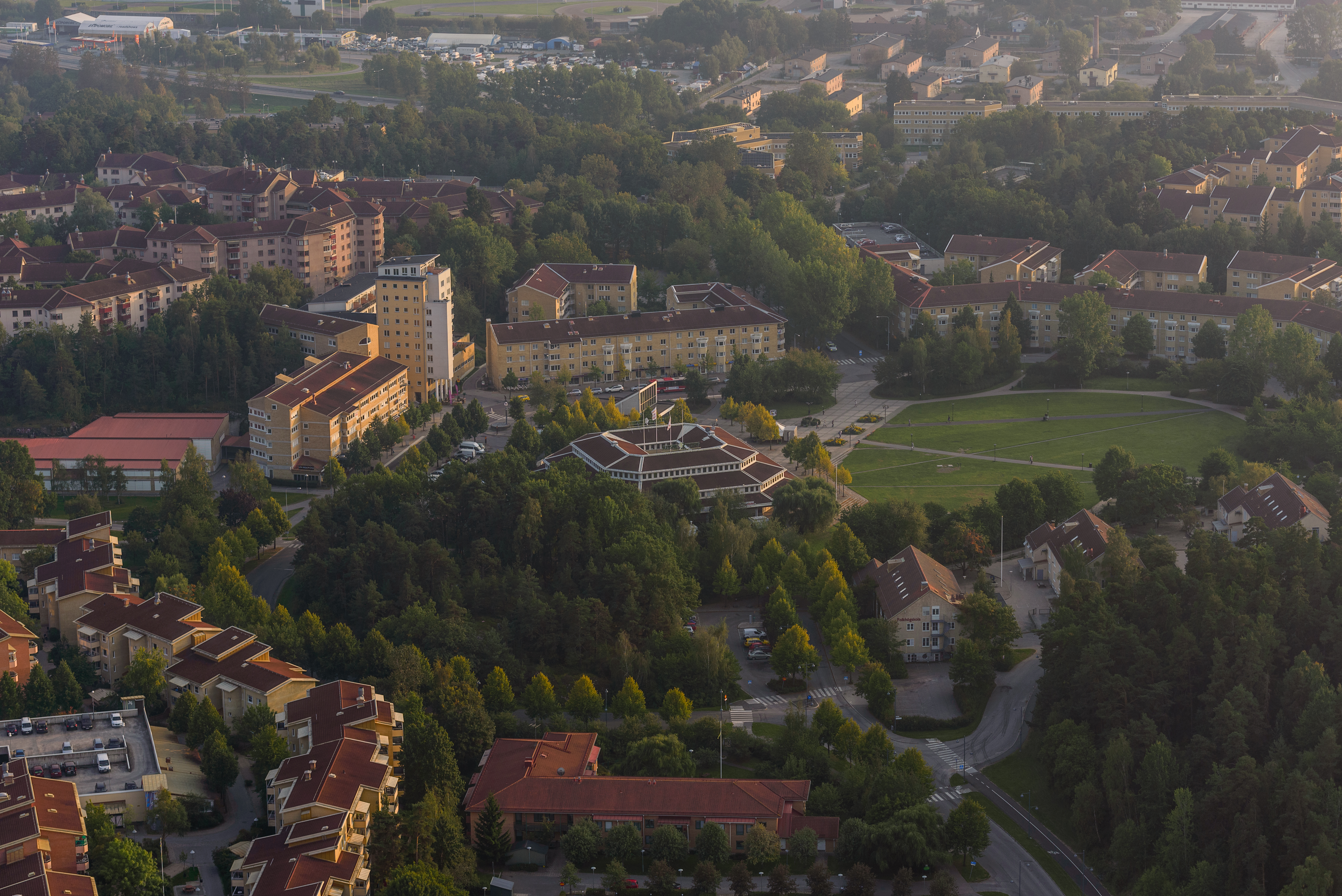
Flygfoto Rissne

I mellersta Rissne, på en platå, ligger bostadsområdet. Flerfamiljshus är byggda runt Rissne torg och gräsytan i mitten av platån och på de närliggande kullarna. Bebyggelsen består till stor del av låga till medelhöga puts- och tegelhus i gårdsmiljö med mellanliggande promenadstigar från 1980-tal och senare, samt två mindre radhusområden (Duvboskogen och Grönkulla, byggherrens namngivning) från 2000-tal och senare. Avsaknaden av genomfartsled gör trafikvolymen låg i området. Av de 3 151 lägenheterna som 2010 fanns i Rissne, uppläts 70% med hyresrätt och 30% med bostadsrätt.
Ett sextiotal skulpturer av kända svenska konstnärer är utplacerade i bostadsområdet.

## Näringsliv
I nordvästra Rissne hade Skandinaviska Enskilda Banken ett stort kontorskomplex i Bankhus 90. De mindre kontorskomplexen Valla Park samt Rissne Office Center är belägna närmare Rissne torg.

## Föreningsliv
I centrala Rissne, strax nordväst om tunnelbanestationen, ligger Rissnekyrkan.

## Demografi
Rissne är Sundbybergs befolkningsmässigt näst största stadsdel, efter Centrala Sundbyberg. I slutet av år 2019 bodde 8579 personer i Rissne, vilket motsvarade 16,4% av kommunens befolkning. Genom förtätning väntas befolkningen i Rissne stiga till över 10 000 invånare år 2025. År 2011 var 38,9% av invånarna utrikes födda (72% i Europa), 14,7% hade två utrikes födda föräldrar (vilket innebär totalt 53,6% med utländsk bakgrund enligt begrepp använt av svenska myndigheter).

### Partisympatier
Vid allmänna val är Rissne indelat i fyra valdistrikt. Vid riksdagsvalet 2014 blev Socialdemokraterna största parti i samtliga valkretsar med 33–36 procent av rösterna. Vid riksdagsvalet 2018 blev Socialdemokraterna största parti igen i samtliga valkretsar med 33–36 procent av rösterna. Tabellen nedan ger en noggrannare redovisning. Nedersta raden redovisar läget om hela Rissne hade varit ett enda valdistrikt.
| Valdistrikt | M    | C   | L   | KD  | S    | V    | MP  | SD   | FI  | ÖVR | Antal röstberättigade | VDT  |
| Rissne 1    | 17,0 | 5,5 | 4,0 | 4,1 | 34,4 | 14,0 | 5,5 | 13,1 | 0,4 | 1,9 | 1294                  | 74,1 |
| Rissne 2    | 16,6 | 4,4 | 5,6 | 4,1 | 33,1 | 17,4 | 5,2 | 12,0 | 0,2 | 1,5 | 1370                  | 77,2 |
| Rissne 3    | 16,3 | 4,6 | 3,3 | 4,1 | 34,6 | 20,2 | 6,0 | 9,5  | 0,2 | 1,2 | 1122                  | 76,3 |
| Rissne 4    | 13,4 | 3,9 | 3,8 | 5,6 | 36,2 | 17,3 | 4,8 | 13,8 | 0,1 | 1,1 | 1247                  | 73,2 |
| Hela Rissne | 15,7 | 4,5 | 4,2 | 4,4 | 34,1 | 16,9 | 5,3 | 12,0 | 0,2 | 1,4 | 5033                  | 75,2 |

## Tunnelbanestationen

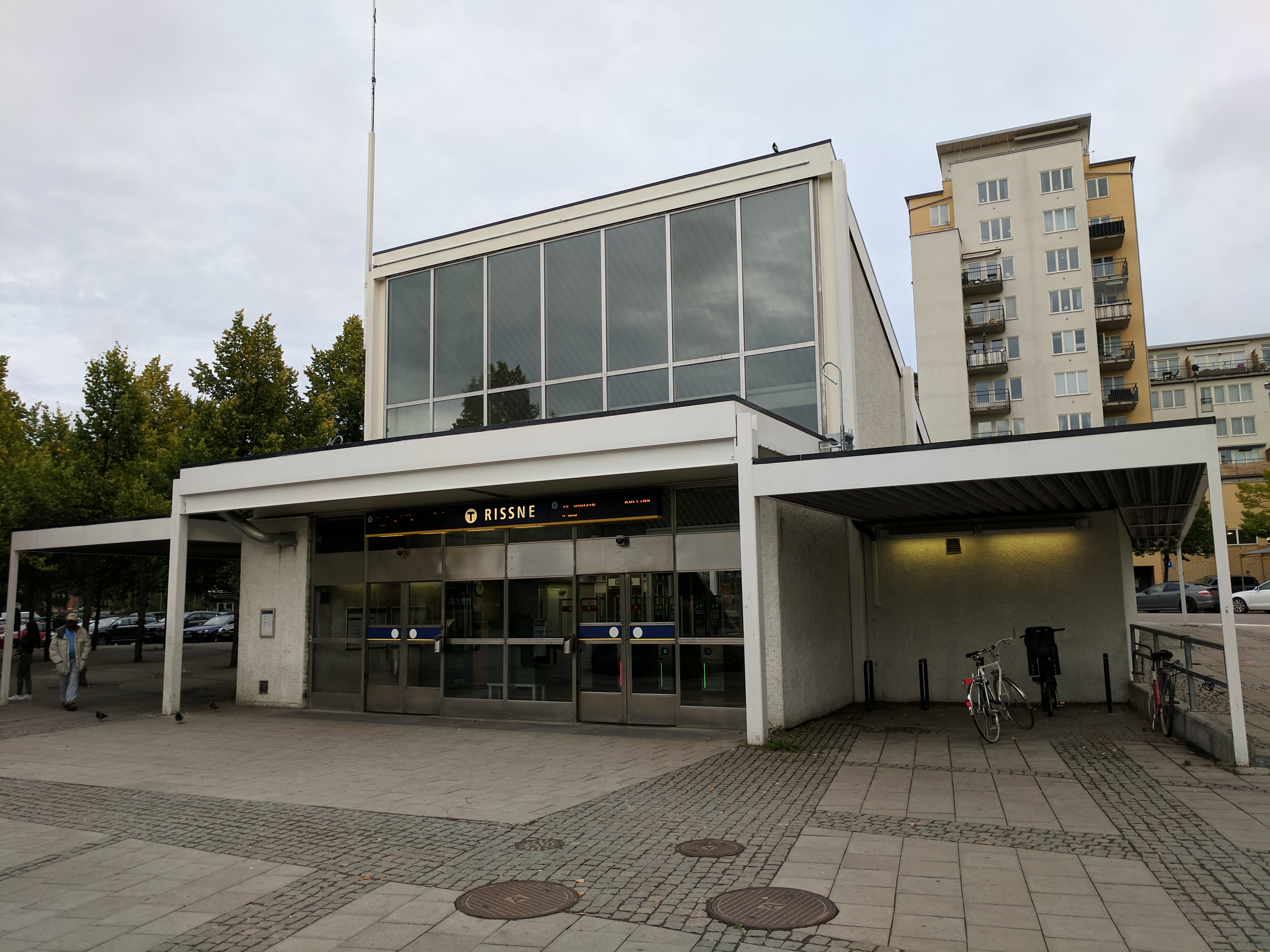
Entrén till tunnelbanestationen.

Rissne trafikeras av Stockholms tunnelbanas blå linje och ligger 10,4 kilometer från ändstationen Kungsträdgården i Stockholms city. Den togs i bruk den 19 augusti 1985. Nordost om stationen ligger tunnelbanans Rissnedepå.